# Héctor E. Rivera Sylva

## Biografía
Estudió su maestría en paleobiología en la Universidad de Bristol, Inglaterra, donde también participó en la curación, preparación y realización de moldes del dinosaurio Thecodontosaurus para el “Proyecto del Dinosaurio de Bristol”.
En el 2004 fue preparador de fósiles dentro del Laboratorio de Paleontología en el Instituto de Geología de la Universidad Autónoma de México (UNAM). A partir del 2005 funge como jefe del Departamento de Paleontología del Museo del Desierto.
Héctor Rivera Sylva es autor de múltiples artículos científicos, los cuales contribuyen al registro fósil de México. Sus investigaciones científicas se han publicado en varios libros como “Studies on Mexican Paleontology” y “Dinosaurs and other reptiles from the Mesozoic of Mexico”, al igual ha sido asesor científico de varias exposiciones de dinosaurios.
Héctor Rivera ha contribuido a la ampliación del conocimiento fosilífero de México, dentro de sus logros más destacables se encuentran los primeros reportes de un parksosaurido y un paquicephalosaurido para México. También encontró y describió el primer nodosaurido para México, Acantholipan gonzalezi al igual que al ceratópsido, Yehuecauhceratops mudei. También co-describió el reptil marino Mauriciosaurus fernandezi.